# Нікій
Нікій (близько 469 до н. е., Аттика — 413 до н. е., Сиракузи) — афінський державний діяч, стратег, багатий рабовласник.

## Життєпис
Походив зі незнатного, але заможного афінського роду. Син Нікерата. Уславився як політик та військовик ще в період урядування Перикла. Після смерті Перикла очолив помірно-демократичну течію, яка виступала за припинення Пелопоннесской війни. Його славі військовика зашкодило те, що Клеона, за його ж пропозицією, було призначено керівником походу проти Сфактерії і, всупереч сподіванням, він провів його успішно у 425 році до н. е.
Ім'ям Нікія названо мир, укладений між Делосським та Пелопоннеським союзами у 421 до н. е.
Як стратег керував успішними військовими операціями в 427—421 рр. (проти о. Міноя — 427 рік до н. е., Мегари, Мелосу 426 рік до н. е., Беотії, Коринфу, Кифери та на Халкідікі). У 415 до н. е. після поновлення війни за рішенням народних зборів Нікій очолив військову експедицію Афін у Сицилію, що завершилася восени 413 до н. е. розгромом афінської армії та флоту. Самого Нікія було взято у полон біля Асінара у вересні 413 року до н. е. та страчено сиракузцями.
Його син Нікекрат був значним фахівцем з гомеровських епосів «Іліада» та «Одісея», мав дружні відносини із Сократом.